# Anupina Katte, Shimoga
Anupina Katte là một làng thuộc tehsil Shimoga, huyện Shimoga, bang Karnataka, Ấn Độ.